# Pstřeň dubový
Pstřeň dubový (Fistulina hepatica (SCHAEFF. ex FR.)) je nápadná parazitická popř. saprofytická houba z čeledi pstřeňovitých připomínající choroše. Jde o známou jedlou houbu. O širokém rozšíření svědčí její četné lidové názvy, např. jelení jazyk, volský jazyk, maso lesa či masojed. Ty jsou obvykle reakcí na vzhled plodnice, zejména masově zbarvenou dužninu.

## Vzhled
Houba tvoří asi 10–25 cm velké nepravidelné plodnice bočně nebo krátkým třeněm přirostlé ke dřevu, tvarem připomínají jazyk, bochník a v mládí i hlízu. Zabarveny jsou zpravidla velice nápadně, v mládí cihlově oranžově, růžovočerveně až oranžovočerveně, postupně však tmavnou do karmínově červené nebo hnědočervené barvy. Plodnice je masitá, zpravidla značně tlustá, šťavnatá.
Dužnina připomíná na řezu maso, je běločerveně žíhaná. To je velmi výrazný typický znak, nemusí se vyskytnout vždy. Někdy bývá dužnina narůžovělá a bez žíhání. Dužnina plodnice roní nebo při stlačení uvolňuje (zejména za mlada) krvavě nebo nahnědle červené kapky, které se často objevují též na povrchu plodnice. Hymenofor je tvořen tenkými, dlouhými, vzájemně nesrostlými rourkami na spodu plodnice; jejich ústí je bílé, krémové i oranžové, zpravidla světlejší než zbytek plodnice, někdy však barva splývá. Otlačením ústí rourek rezaví či hnědne. Pokud barva spodní části klobouku není výrazně světlá, splývá, je třeba se vyhnout záměně s jiným druhem hub pozorným sledováním dalších znaků.

## Výskyt
Pstřeň, jak už jeho druhové jméno napovídá, se v České republice vyskytuje nejčastěji na dubu, výjimečně i na jiných listnáčích. V jižní Evropě se hojně vyskytuje například na kaštanovníku setém.

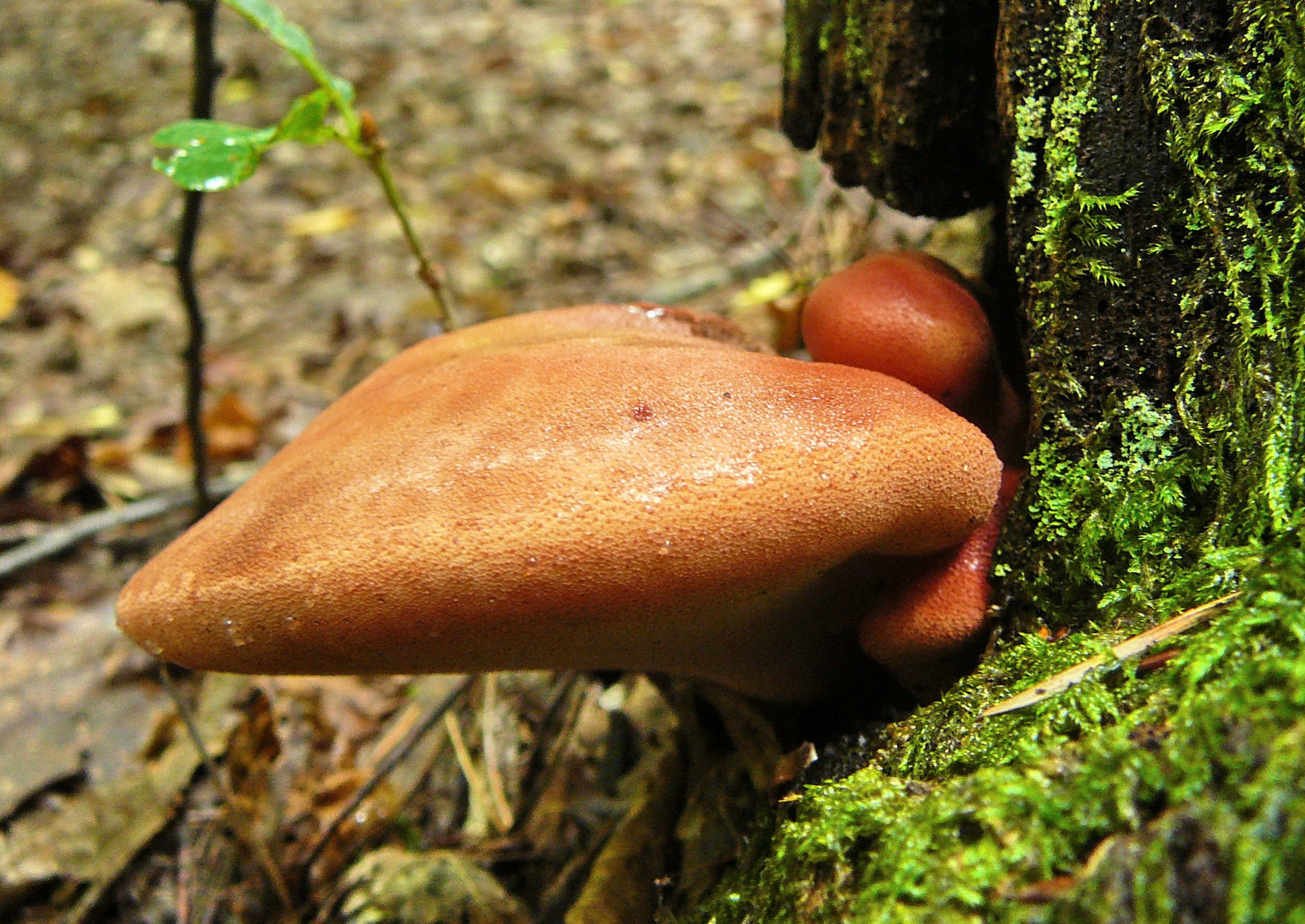
Pstřeň může růst i z pařezu, jako např. na tomto obrázku. Ke dřevu přisedá kratičkým třeněm.

Roste zejména koncem léta a na podzim (od července do října). Parazituje na zmíněných dřevinách, z jejichž kmenů vyrůstá, velmi často v poraněných místech, jizvách, dutinách, při patě kmenu.
Vyskytuje se též na odumřelých pařezech a kořenech zanořených v substrátu, pstřeň tehdy vypadá, jako by vyrůstal ze země. Způsobuje hnědou hnilobu dřeva, která však nepostupuje tak rychle, jak je tomu u jiných dřevokazných hub. Pstřeň je vcelku typická a nepříliš vzácná houba českých doubrav.

## Použití
Pstřeň dubový je považován za jedlou houbu, názory na jeho chuťové kvality se různí, někteří houbaři jej nechávají v lese pro okrasu. Chuť i vůně je lehce nakyslá (ne silně), hodí se proto pro přípravu guláše, nakládání do octa, ne však na řízky nebo smaženici. Sbírány jsou však jen mladé plodnice, neboť starší jsou značně tuhé.
Dřevo napadené pstřeněm je poněkud tmavší a lépe zpracovatelné, je proto vyhledáváno řezbáři.

## Galerie

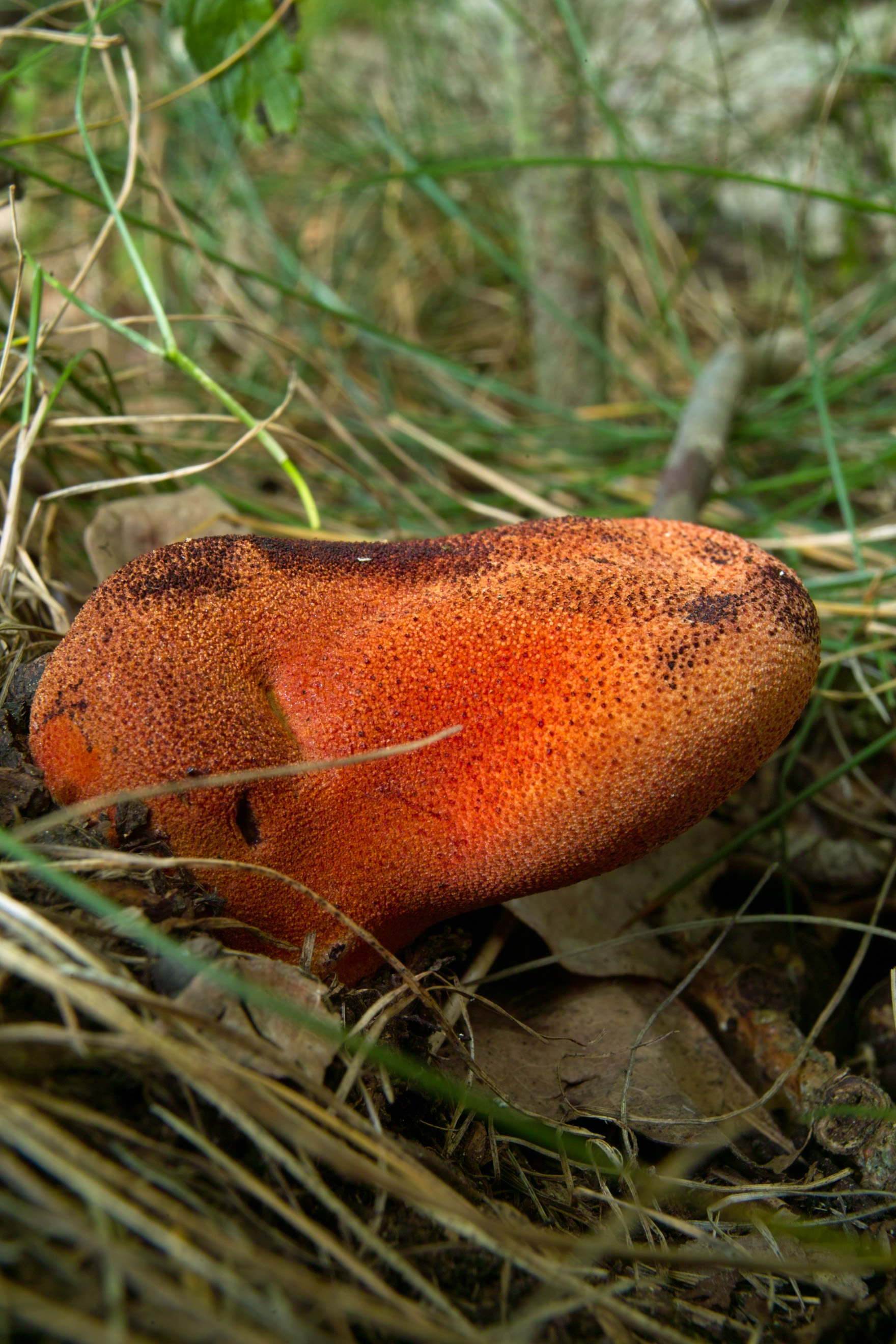
Mladá plodnice pstřeně dubového vyrůstající z kořene dubu letního.
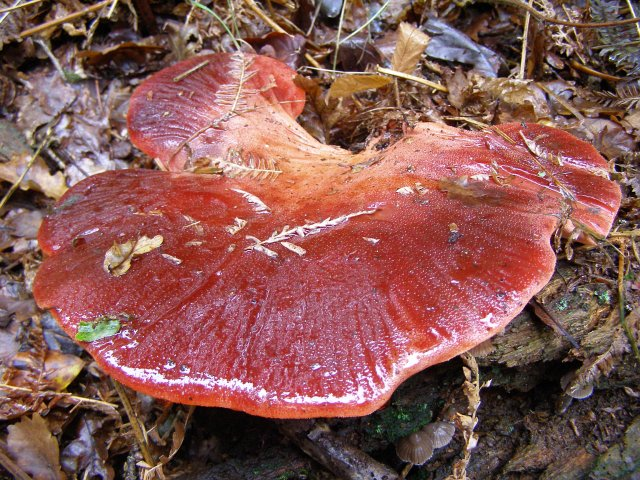
Dospělá plodnice za vlhka.
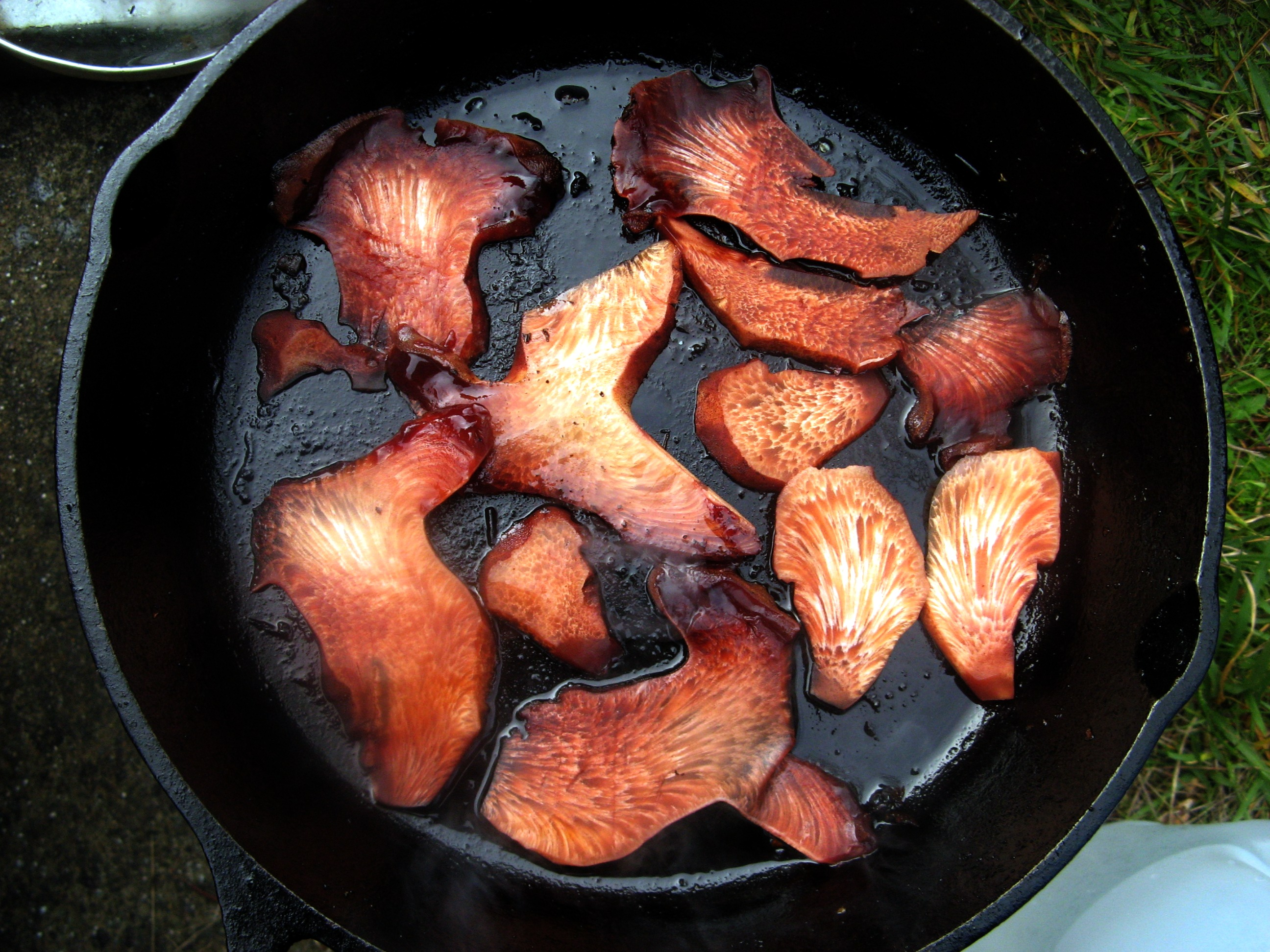
Rozkrájená plodnice čekající na kuchyňskou úpravu. Dobře patrná je zdánlivě masovitá struktura dužniny.
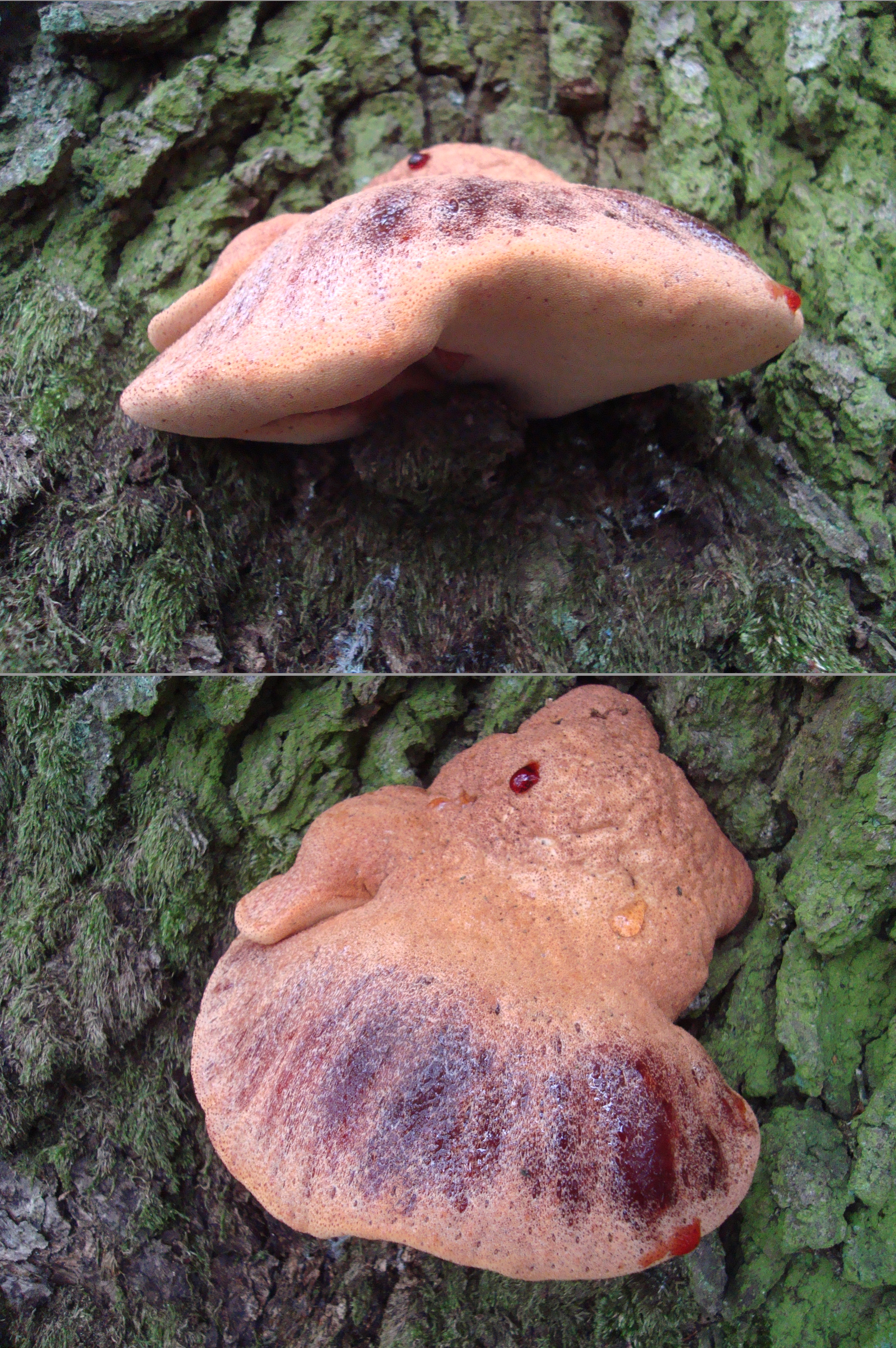
Plodnice pstřeně dubového na dubu. Patrná je gutace krvavě červených kapek.
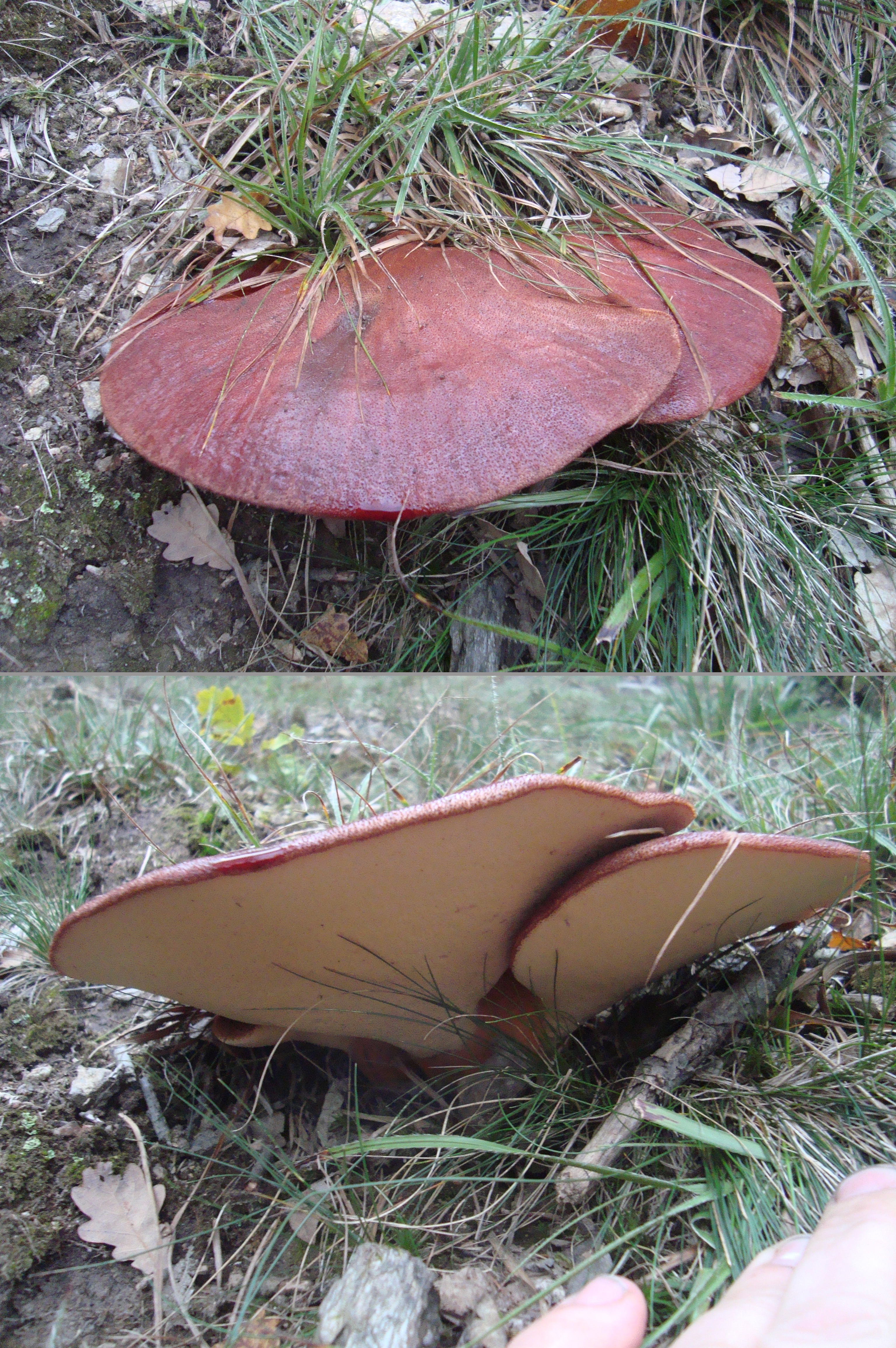
Dospělé plodnice vyrůstající ze dřeva ponořeného v zemi. Tyto plodnice mají světlejší, krémové póry rourek.
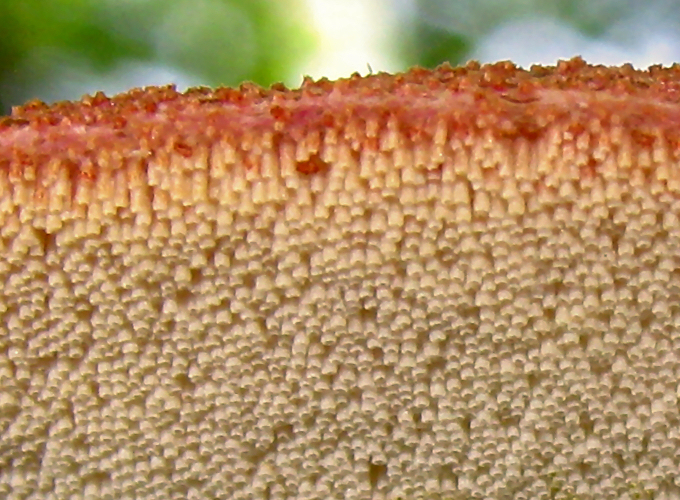
Detail rourek
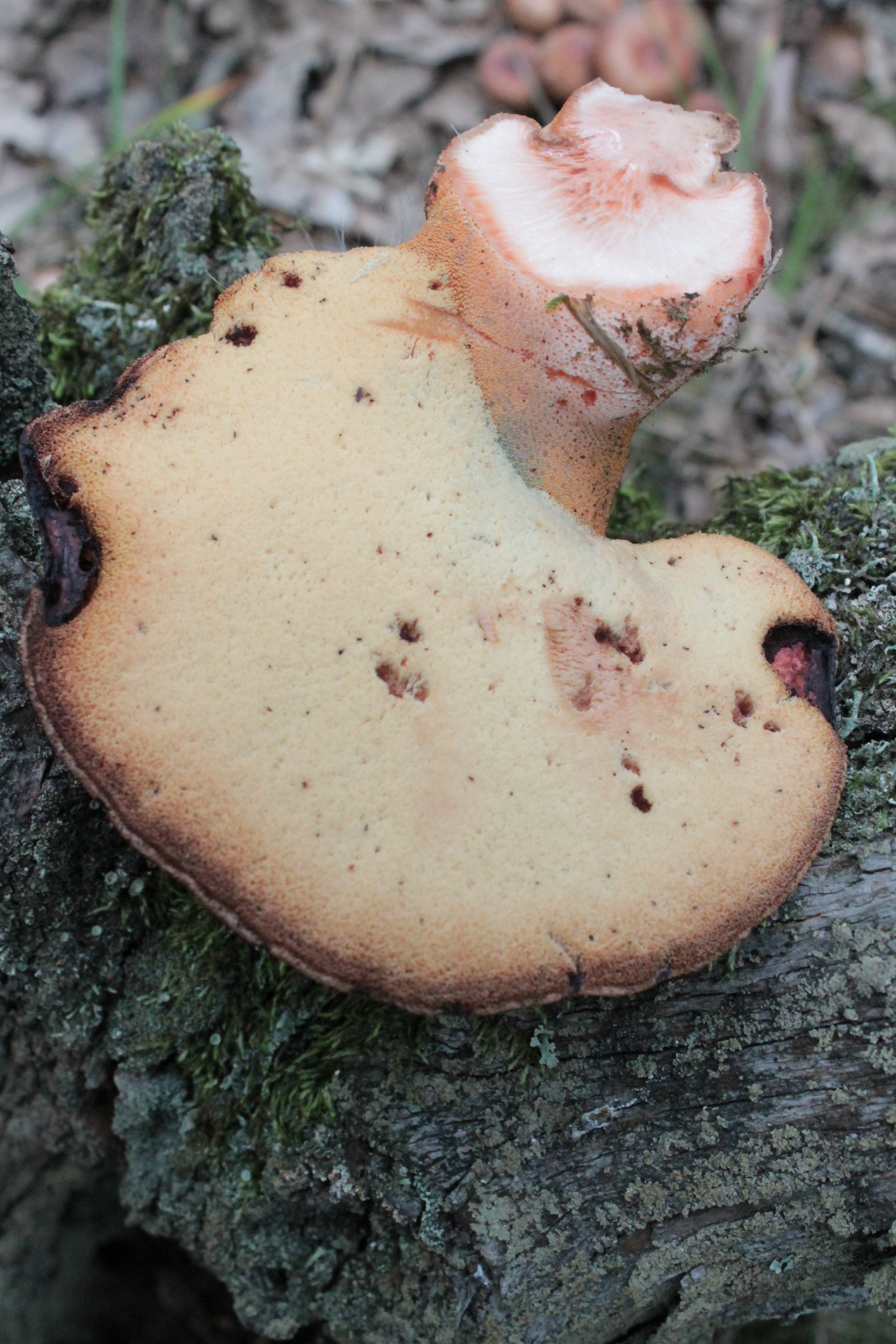
Spodní strana.
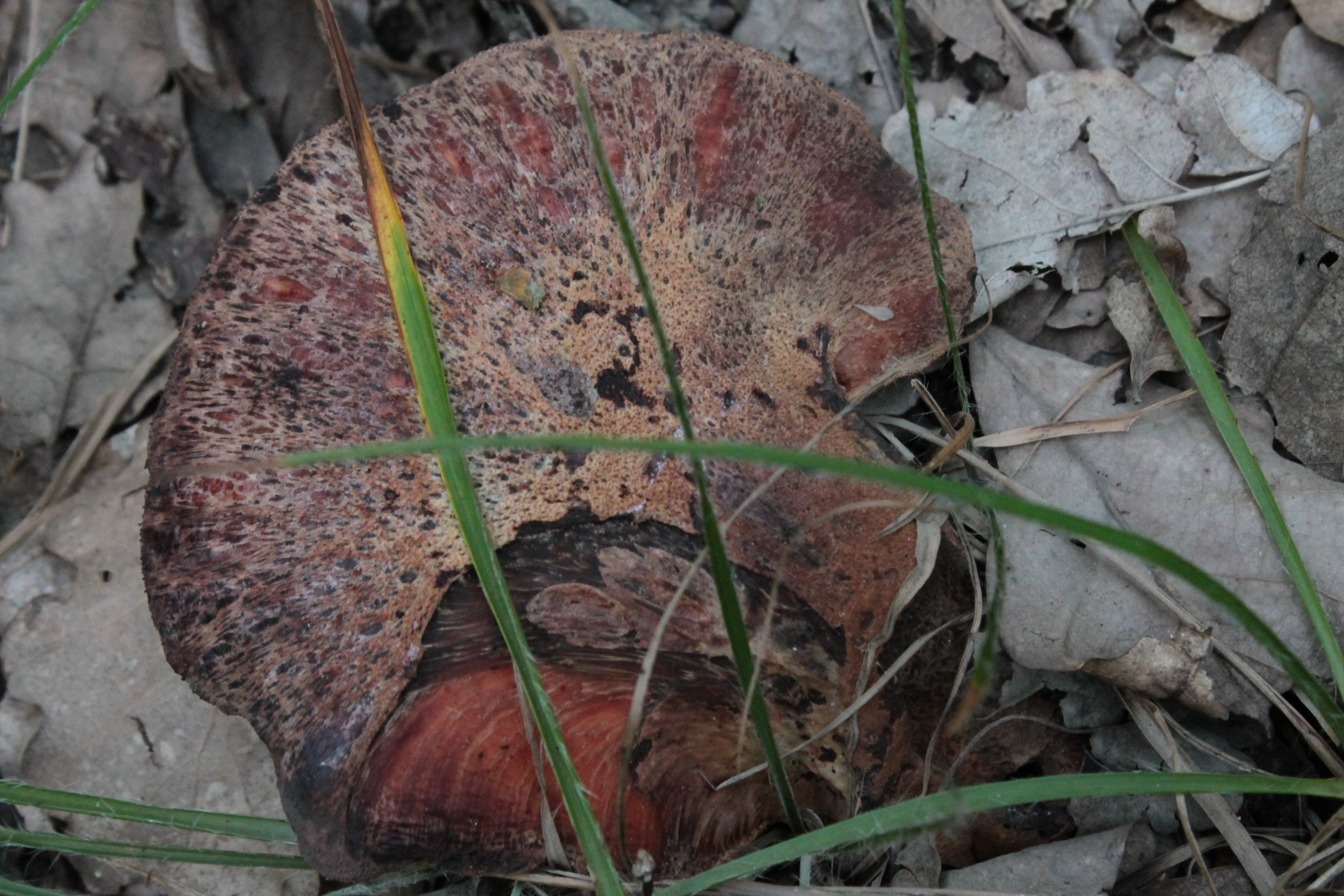
Horní strana, plodnice za dlouhodobě suchého počasí.